# Vânătorii de fantome: Moștenirea
Vânătorii de fantome: Moștenirea (în engleză Ghostbusters: Afterlife) este un film american fantastic de comedie din 2021 regizat de Jason Reitman. Rolurile principale au fost interpretate de actorii Carrie Coon, Finn Wolfhard, Mckenna Grace, Bokeem Woodbine, Paul Rudd, Logan Kim și Celeste O'Connor. Bill Murray, Dan Aykroyd, Ernie Hudson, Annie Potts și Sigourney Weaver au reinterpretat rolurile din filmele originale, Vânătorii de fantome (1984) și Vânătorii de fantome II (1989).

## Distribuție
- Carrie Coon - Callie Spengler
- Finn Wolfhard - Trevor Spengler
- Mckenna Grace - Phoebe Spengler .[7][8]
- Paul Rudd - Gary Grooberson
- Logan Kim - Podcast
- Celeste O'Connor - Lucky Domingo
- Bokeem Woodbine - Sherman Domingo
- Marlon Kazadi - Thickneck
- Sydney Mae Diaz - Swayze.
- Tracy Letts (nemenționat) - Jack
- Josh Gad - Muncher (voce) [9][10]
- J. K. Simmons - Ivo Shandor
- Olivia Wilde (nemenționat)[11] -  Gozer the Gozerian

### Invitați speciali
- Bill Murray -  Dr. Peter Venkman.[7][12]
- Dan Aykroyd -  Dr. Raymond "Ray" Stantz.[13]
- Ernie Hudson -  Dr. Winston Zeddemore. [13]
- Annie Potts -  Janine Melnitz. [14]
- Sigourney Weaver - Dana Barrett.[15]